# 山口竜央
山口 竜央（やまぐち りゅうおう、1969年2月20日 - ）は、日本の俳優。大阪府出身。身長178cm。東宝芸能所属。
2000年から杉良太郎に師事している。主に舞台やテレビドラマ、特に2時間ドラマを中心に脇役で多く出演している。特技は殺陣。

## 主な出演作品

### テレビドラマ
- 12時間超ワイドドラマ 次郎長三国志（2000年1月2日、テレビ東京）
- 私立探偵 濱マイク第8話「時よとまれ、君は美しい」（2002年8月19日、よみうりテレビ）
- 土曜ワイド劇場（テレビ朝日）
  - 温泉若おかみの殺人推理シリーズ（第17作 - 、2006年 - ）
  - 狩矢父娘シリーズ（第8作・第10作 - ） - 細川（第8作）&柴田健治（第10作 - 、2007年・2009年 - ） 役[2]
  - 西村京太郎トラベルミステリー50 「山陽・東海道連続殺人ルート」（第50・52・54・56・57・59 - 62・64・66 - 68・71作、2008年 - ）
  - 鉄道捜査官シリーズ（第9作 - 第16作・第18作、2008年 - ） - 大沢次郎 役[3]
  - 名探偵キャサリン（2015年 - 2016年） - 栗田光則 役[4]
- 十津川警部VS鉄道捜査官・花村乃里子（2019年3月17日） - 大沢次郎 役
- 金曜プレステージ（フジテレビ）
  - 赤い霊柩車シリーズ（第21作・第23作 - 第35作・第37作 - 、2002年 - ） - 野村浩一 役[5]
  - 山村美紗サスペンス・京都門司港殺人事件（2008年4月18日）
  - 警部補・佐々木丈太郎シリーズ（第1作 - 第8作、2009年 - 2016年） - 山根徹 役
  - 十津川捜査班シリーズ（2009年 - 2016年） - 山崎直也 役[6]
  - 山村美紗サスペンス 京都・源氏物語殺人絵巻（2010年11月12日） - 相羽 役
  - 山村美紗サスペンス 黒の滑走路シリーズ（第1作 - 第2作・第4作 - 第5作、2012年 - 2014年） - 蓮見秀一 役
  - 小京都連続殺人事件シリーズ（2012年 - 2019年）[7][8][9]
  - 女検視官・江夏冬子シリーズ（2012年 - 2013年） - 五十嵐龍一 役[10]
  - 西村京太郎サスペンス 秋葉京介探偵事務所～狙われた男～（2012年9月14日） - 渡部一夫 役
  - 推理作家・池加代子シリーズ（2012年 - 2013年）[11][12]
  - 小京都連続殺人事件×外科医 鳩村周五郎（2013年10月18日） - 戸塚英明 役
- 金曜プレミアム（フジテレビ）
  - 船越英一郎殺人事件（2018年8月24日） - ゴシップ記者 役
- 水曜ミステリー9（テレビ東京）
  - 不倫調査員・片山由美シリーズ（第8作 - 第9作・第12作 - 第14作、2006年 - 2014年）
  - 作家探偵・山村美紗シリーズ（2012年 - 2013年） - 三沢克也 役[13]
  - 看護師・戸田鮎子の推理カルテ（2012年 - 2013年）[14]
  - トラベルライター青木亜木子シリーズ（2013年 - 2014年） - 井岡一寿 役
- 月曜プレミア8（テレビ東京）
  - 西村京太郎サスペンス 十津川警部の事件簿（第1作 - 、2020年 - ） - 根来竜二 役[15]
- 月曜ゴールデン（TBSテレビ）
  - 狩矢警部シリーズ（第3作・第7作 - 第15作、2007年・2009年 - 2015年） - 山根大介 役
  - 狩矢警部シリーズ6 「燃えた花嫁」（2009年2月2日） - 橋爪大輔 役
  - 西村京太郎サスペンス 十津川警部シリーズ（第38作 - 第41作、2007年 - 2009年） - 井上刑事 役
  - 探偵 左文字進12 「凶器の隠し場所」（2008年6月16日） - アナウンサー 役
- 毒姫とわたし（2011年、東海テレビ）
- 木曜ドラマ9・夫のカノジョ（2013年10月31日、TBSテレビ） - 第2話ゲスト・桑原隆行 役
- 科捜研の女 Season19最終回スペシャル「20年目の榊マリコ」（2020年3月19日） - 仙道重則 役
- 鉄道警察官 捜査ファイル（2020年3月15日） - 佐藤和雄 役
- BS時代劇 小吉の女房2 第1&3話（2021年4月1日, 4月18日、NHK BSプレミアム） - 小笠原貢蔵 役
- 警視庁・捜査一課長 season5・第7話（2021年5月27日、テレビ朝日） - 宇賀綱男 役[16]
- お花のセンセイ 第2弾（2021年12月23日、テレビ朝日） - 百瀬 役
- 相続探偵 第4話・第5話（2025年2月15日・22日、日本テレビ） - 番頭・五郎 役[17]
- 特捜9 final season 第8話（2025年5月28日、テレビ朝日） - 赤松俊太郎 役[18]

### Web配信ドラマ
- 親父の仕事は裏稼業（2012年8月、BeeTV）
- 医師・問題無ノ介（2014年12月20日 、BeeTV）

### 舞台
- 舟木一夫特別公演 恋そめて風の花
- 滝口炎上[19]
- 喜劇 売れっ子芸者奮闘記
- 氷川きよし特別公演 限界突破の七変化 恋之介旅日記[20]
- 水森かおり公演 笑劇 大正浪漫～令嬢、難儀を引き受ける？～[21]
- 赤ひげ[22]

### その他
- おかべろ（2017年6月24日、カンテレ） - ゲスト[23]